# Каратель (2-й сезон)
Второй сезон американского стримингового телесериала «Каратель», который основан на одноимённом персонаже Marvel Comics, рассказывает о том, как Фрэнк Касл спасает девушку от убийства, что заставляет его решить, стоит ли ему стать Карателем. Сериал входит в Кинематографическую вселенную Marvel (КВМ), и он напрямую связан с фильмами и другими телесериалами франшизы. Производством сезона занималось Marvel Television совместно с ABC Studios и Bohemian Risk Productions, шоураннером сезона выступил Стив Лайтфут.
Джон Бернтал исполняет роль Фрэнка Касла, и из основного актёрского состава первого сезона также вернулись Бен Барнс, Эмбер Роуз Рева и Джейсон Р. Мур. К ним присоединились Джош Стюарт, Флориана Лима и Джорджия Уигэм. Бывший член основного состава Дебора Энн Уолл появляется в качестве приглашённой звезды. Второй сезон «Карателя» был заказан в декабре 2017 года, через месяц после выхода первого сезона. Новые члены актёрского состава были добавлены в феврале 2018 года. Съёмки начались в Нью-Йорке в следующем месяце и завершились в августе.
Второй сезон, состоящий из 13 эпизодов, был выпущен 18 января 2019 года. Netflix закрыл сериал 18 февраля 2019 года.

## Эпизоды
| № общий | № в сезоне | Название                                        | Режиссёр                | Автор сценария                 | Дата премьеры  |
| --- | ---------- | ----------------------------------------------- | ----------------------- | ------------------------------ | -------------- |
| 14 | 1          | «Придорожный Блюз» «Roadhouse Blues»            | Джим О’Хэнлон           | Стив Лайтфут                   | 18 января 2019 |
| Касл встречает в баре молодую девушку, которая оскорбляет его. Позже девушка звонит русскому гангстеру и просит о встрече, чтобы продать несколько фотографий. Она не знает, что гангстер привязан к стулу, и его допрашивает мужчина, который ищет фотографии. Повесив трубку, он убивает гангстера. Касл разбирается с агрессивным пьяницей, который приставал к барменше Бет и оскорблял её. После этого она приглашает его зайти к ней выпить. На следующую ночь Касл возвращается в бар, чтобы встретиться с Бет, но замечает группу людей, обыскивающих заведение, в то время как молодая девушка пытается избежать встречи с ними. Когда Касл вмешивается, завязывается драка, но Бет получает пулю. Он относит её в грузовик и направляется в ближайшую больницу, забрав девушку с собой. Касл стреляет и ранит ещё нескольких членов группы, которые преследовали их, добирается до больницы; Бет остаётся жива. Позже Касл и девушка уходят. Тем временем Дина Мадани посещает больничную палату Билли Руссо. Вскоре после того, как она уходит, он открывает глаза. |            |                                                 |                         |                                |                |
| 15 | 2          | «Бей или беги» «Fight or Flight»                | Джим О’Хэнлон           | Стив Лайтфут                   | 18 января 2019 |
| Касл и девушка останавливаются в мотеле в Ларквилле, Огайо, и она лечит его раны. Девушка говорит, что её зовут Рэйчел, и Касл расспрашивает её о том, почему какие-то люди пытаются её схватить. Банда, напавшая на них, выслеживает их до мотеля. Завязывается перестрелка, в которой выживают Касл, Рэйчел и одна из оставшихся подручных, их всех арестовает местная полиция. Мадани навещает Руссо, который не помнит ничего, кроме своей службы в морской пехоте. Мадани навещала Руссо почти каждый день и отказывается верить, что у него амнезия. Её наставник, Рафи, пытается убедить её остановиться. Этой же ночью она возвращается домой, и ей снится кошмар о Руссо, как раз перед тем, как её разбудил Касл звонком из шерифского участка округа Ларквилл с просьбой о помощи. Она отказывает ему, и ему в одиночку приходится защищать участок от группы нападавших, которую возглавляет таинственный мужчина |            |                                                 |                         |                                |                |
| 16 | 3          | «Возмущённые воды» «Trouble the Water»          | Джереми Уэбб            | Кен Кристенсен                 | 18 января 2019 |
| Во флэшбэках выясняется, что таинственный мужчина — Джон Пилгрим, благочестивый человек и бывший сторонник превосходства белой расы, у него двое сыновей и больная жена, которые регулярно посещают сельскую церковь. Богатая пара, Андерсон и Элайза Шульц, финансирующие лечение его жены, говорят ему, что он нужен им для выполнения миссии. В настоящее время шериф Рой Хардин обнаруживает, что «Рэйчел» — это один из многих псевдонимов, которые использовала девушка. С небольшой группой наёмников Пилгрим нападает на участок шерифа округа Ларквилл, но Касл вырывается из его рук и убивает всех нападавших. Пилгриму удаётся подкрасться к Каслу сзади, но прежде чем он успевает убить Касла, появляется Мадани на вертолете Министерства внутренних дел, чтобы сообщить Каслу, что Руссо сбежал из больницы. Касл берёт Рэйчел под свою защиту, и все трое отправляются в Нью-Йорк. |            |                                                 |                         |                                |                |
| 17 | 4          | «Рубцовая ткань» «Scar Tissue»                  | Иэн Б. Макдональд       | Анжела Ламанна                 | 18 января 2019 |
| Во флэшбэках показаны консультации Руссо с психотерапевтом доктором Кристой Дюмонт, во время которых он пытается восстановить свои воспоминания и силы среди ночных кошмаров о бронежилете с черепом. Выясняется, что он вырос в приёмной семье и считал, что военные были для него чем-то вроде семьи. В настоящее время Мадани прячет Касла и Рэйчел в своей квартире в Нью-Йорке. Затем Касл обращается к Кёртису Хойлу за информацией о Руссо, но тот считает, что у их бывшего коллеги действительно амнезия. Касл вспоминает, как Руссо рассказывал ему о жестоком обращении со стороны одного из его детских опекунов, о чём он поведал Мадани. Она пытается найти обидчика, в то время как Махони пытается проследить за ней, предупредив её, чтобы она не вмешивалась в это дело. Рэйчел не выдерживает и рассказывает Каслу, что она была частью группы мошенников из Чикаго, которым заплатили за то, чтобы они сфотографировались на похоронной службе. После завершения этой работы, когда Рэйчел отправилась готовить ужин для них, группа была уничтожена, что вынудило её бежать. Тем временем Руссо выслеживает своего обидчика и убивает его. Рэйчел узнаёт историю Касла как Карателя. Когда она возвращается, то сообщает, что её настоящее имя Эми. Руссо, весь в крови, появляется в квартире Дюмонт и просит о помощи.                         |            |                                                 |                         |                                |                |
| 18 | 5          | «Одноглазый Валет» «One-Eyed Jacks»             | Стейси Пассон           | Дарио Скардапейн               | 18 января 2019 |
| Фрэнк заставляет Тёрка Барретта организовать встречу с русскими, которые наняли группу Эми для съёмок. В спортзале русских они заставляют Тёрка устроить засаду на Фрэнка в квартире Тёрка. Фрэнк вместо этого отправляется в спортзал и вступает в смертельную схватку с оставшимися русскими, выясняя имя их лидера, Николая Полознева, российского бизнесмена. Мадани посещает один из сеансов групповой терапии ветеранов, проводимых Хойлом. Билли знакомится в баре с одним из проблемных ветеранов. Шульцы отправляют Пилгрима в Нью-Йорк, поручая ему разобраться с русскими. Он убивает оставшихся русских в спортзале. |            |                                                 |                         |                                |                |
| 19 | 6          | «Наказать» «Nakazat»                            | Джейми М. Дэгг          | Кристин Бойлан                 | 18 января 2019 |
| Касл и Эми создают фотографии, чтобы встретиться с Полозневым. Пилгрим выслеживает Мадани и угрожает ей, чтобы она выдала Эми и Касла. После поимки Полознева Касл допрашивает его, и русский объясняет, что фотографии должны были быть использованы для шантажа сенатора Дэвида Шульца, скрытого гомосексуалиста, которого привели к власти его очень религиозные родители, Андерсон и Элайза Шульц. Фрэнк сохраняет жизнь Полозневу и велит ему покинуть страну вместе с женой и дочерью, но Пилгрим позже находит Полознева и казнит его. Тем временем Руссо заводит дружбу с другими ветеранами из групповой терапии Хойла. Жестоко избив водителя эвакуатора за то, что тот отбуксировал одну из их машин, он убеждает их, что они созданы для насилия, и они строят планы ограбления банка. Хойл помогает одному из ветеранов, узнав, что Руссо встречается с ними. Руссо возвращается к доктору Дюмонт и читает своё досье. Он нападает на неё, заставляя её ударить ножом ему в руку. Затем он целует её, и она отвечает взаимностью. |            |                                                 |                         |                                |                |
| 20 | 7          | «Один Плохой День» «One Bad Day»                | Джет Уилкинсон          | Фелиция Д. Хендерсон           | 18 января 2019 |
| Отношения Руссо и доктора Дюмонт становятся сексуальными. Хойл, Касл и Мадани выслеживают одного из ветеранов, который встречался с Руссо, и Касл жестоко допрашивает его. Узнав о готовящемся ограблении, Касл и Хойл отправляются за Руссо, в то время как Мадани звонит Махони, чтобы сообщить ему об этом. Затем Руссо и его банда грабят компанию по выдаче займов в день выплаты жалованья, но ему противостоит Касл, одетый в жилет с эмблемой черепа из своих ночных кошмаров. |            |                                                 |                         |                                |                |
| 21 | 8          | «Сторож брату моему» «My Brother's Keeper»      | Майкл Оффер             | Брюс Маршал Роман              | 18 января 2019 |
| После того, как Руссо застывает, увидев Касла, которого он всё ещё считает своим лучшим другом, его банда хватает его, и они пытаются скрыться. Касл преследует их, поэтому Руссо выходит из машины, чтобы противостоять ему, в то время как Кёртис уничтожает снайпера, преследующего Касла. Касл признаётся, что это он виноват в его шрамах на лице и потере памяти. И Касл, и Хойл колеблются, когда им удаётся выстрелить в Руссо, что позволяет ему скрыться. Махони преследует Касла и ловит его, но Хойл вмешивается, чтобы он мог уйти. Руссо убивает ветеранов, которые не согласны с ним, после того, как они добираются до места встречи. После этого он возвращается к доктору Дюмонт, чувствуя, что Касл его предал. Находясь в машине с Кёртисом, Касл понимает, что Билли действительно потерял память, и это помешало ему выстрелить. Дюмон поддерживает Билли, намекая, что Касл не тот человек, каким его считал Руссо. Затем он строит планы использовать ветеранов для создания армии, которая покорит весь мир. Касл посещает могилы своей семьи в поисках совета, так как он не чувствует желания убивать Руссо, пока тот не помнит о его прошлых преступлениях. |            |                                                 |                         |                                |                |
| 22 | 9          | «Полная лажа» «Flustercluck»                    | Салли Ричардсон-Уитфилд | Стив Лайтфут и Кен Кристенсен  | 18 января 2019 |
| Армия Билли совершает успешные грабежи и убийства по всему городу. Андерсон навещает Пилгрима, чтобы назначить награду за Касла и Эми, поэтому он связывается с наёмниками. Руссо врывается в квартиру Мадани и рассказывает ей о своих забытых воспоминаниях, где она рассказывает, что он убил семью Касла из-за жадности. Касл узнаёт, что убежище Руссо называется «Вальгалла», но после того, как за его голову назначили награду, ему противостоят наёмники, и он убивает их. Теперь, узнав о награде, Касл пытается связаться с Эми, но обнаруживает, что она исчезла. Эми решила сбежать из города, связавшись с подругой из своей бывшей чикагской банды, которая, похоже, согласилась помочь. Эми, наконец, отвечает на звонки Касла и рассказывает ему о своих планах, но узнаёт о назначенной за них награде. Подруга Эми предаёт её, чтобы получить награду, и отправляет за ней наёмников. Касл прибывает и убивает всех, кроме одного, пока Эми прячется в подсобном помещении. Затем Эми разоружает последнего наёмника и стреляет в него, прежде чем Касл убивает его, чтобы доказать, что Эми не убивала его. Тем временем один из наёмников связывается с Пилгримом, когда тот сталкивается со своей бывшей бандой. |            |                                                 |                         |                                |                |
| 23 | 10         | «Тёмные Сердца Мужчин» «The Dark Hearts of Men» | Алекс Гарсия Лопес      | Стив Лайтфут и Анджела Ламанна | 18 января 2019 |
| В жестокой схватке Пилгрим побеждает свою бывшую банду, получив при этом несколько ранений. Затем, во время своего выздоровления, он снова подсаживается на наркотики и алкоголь, сомневаясь в своей цели. Касл и Хойл исследуют «Вальгаллу», в то время как Руссо шпионит за ними. Во флэшбэках Мадани навещает доктора Дюмонт, чтобы поговорить с ней о Руссо и Касле за бутылкой вина. Впоследствии Дюмон предполагает, что единственная разница между ними заключается в убеждении Касла, что он лучше своих жертв из-за своих моральных принципов. В настоящее время Касл нападает на «Вальгаллу», полагая, что все женщины, которые посещают вечеринки банды каждую ночь, покинули здание. Зная, что он собирается напасть, Руссо устраивает засаду, в которой его банда жестоко избивает и режет Касла. После того, как уходит Руссо, Касл убивает всех и отправляется за ним. Будучи разъярённым, он вслепую стреляет в верхний офис. Во флэшбэке Дюмон рассказывает Руссо, как сломить Касла: уничтожить его чувство морального превосходства над своей жертвой. В настоящее время Касл входит в офис, всё ещё преследуя Руссо, и обнаруживает трёх мёртвых женщин, что заставляет его замереть от чувства вины, когда прибывает полиция. |            |                                                 |                         |                                |                |
| 24 | 11         | «Бездна» «The Abyss»                            | Мира Менон              | Лаура Джин Лил                 | 18 января 2019 |
| Полагая, что он убил трёх женщин во время своего нападения на «Вальгаллу», Касл позволяет арестовать себя. Пока он находится под вооружённой охраной полиции Нью-Йорка в больнице, его навещает Карен Пейдж. Когда Эми узнаёт о поимке Касла, она пытается освободить его того, как за ним придут наёмные убийцы. Мадани рассказывает Карен о том, что улики в «Вальгалле» не сходятся, поэтому две женщины отправляются в больничный морг, чтобы спросить служащего, что он узнал при осмотре трупов. Они узнают, что Руссо и его люди убили женщин с близкого расстояния ещё до прибытия Касла. Коррумпированный полицейский пытается сначала убить Касла, а затем и Эми, чтобы получить награду за их головы. Его останавливают Мадани и Карен, и они представляют свои находки Каслу. Теперь, когда Касл знает, как Руссо подставил его, он позволяет им тайно вывезти его и Эми из больницы. Побег был сорван Махони, который попытался доставить Касла в ближайший полицейский участок на угнанной машине скорой помощи, не подозревая, что Пилгрим преследует их. |            |                                                 |                         |                                |                |
| 25 | 12         | «Курс на столкновение» «Collision Course»       | Стивен Кэй              | Дарио Скардапейн               | 18 января 2019 |
| Пилгрим устраивает засаду на Махони и Касла, сталкивая их машину скорой помощи с моста на автостраде. Прежде чем он успевает закончить работу, его сбивает машина Мадани. Пока она ищет его тело, он угоняет её машину, как раз в тот момент, когда Касл спасает Махони из горящих обломков машины скорой помощи. Касл узнаёт адрес резиденции сенатора Шульца и похищает его для допроса в связи с поисками Пилгрима. Тем временем Пилгрим обнаруживает местоположение трейлера Хойла с помощью встроенного GPS-навигатора Мадани и коротко допрашивает его. Эми прибывает в трейлер, и Пилгрим вырубает Хойла, в то время как она убегает. Он возвращается в свой отель, не подозревая, что Эми спряталась в его машине. Понимая, что Дюмонт в сговоре с Руссо, Мадани направляется к ней домой, чтобы встретиться с ней лицом к лицу, но, в целях самообороны, она выбрасывает Дюмонт из окна её квартиры после того, как психотерапевт нападает на неё. |            |                                                 |                         |                                |                |
| 26 | 13         | «Стихийное бедствие» «The Whirlwind»            | Джереми Уэбб            | Стив Лайтфут                   | 18 января 2019 |
| Став свидетелем падения Дюмонт, Руссо пытается убить Мадани в отместку, но она стреляет в него и смертельно ранит, после чего Руссо приходится бежать, когда прибывает полиция. Тем временем Эми сообщает Каслу о местонахождении Пилгрима, но в ходе завязавшейся перестрелки её похищает стрелок. Хойл освобождает сенатора Шульца и передаёт его Махони, который решает не арестовывать Кёртиса за его участие. Пилгрим и Касл вступают в жестокую рукопашную схватку, в которой последний выходит победителем. После того, как Пилгрим попросил Касла пощадить его сыновей, он использует стрелка, чтобы обезопасить путь к резиденции Шульцев. После неудачной подпольной операции Руссо укрывается в подвале на рабочем месте Хойла, где он ждёт, пока Кёртис посидит с ним, пока тот не умрёт. Однако вместо него появляется Касл и казнит его. Позже Касл и Эми противостоят Шульцам в их особняке. Элайза пытается убить Эми, но Касл вместо этого убивает матриарха Шульц и дает её мужу пистолет, чтобы тот использовал его против себя. Когда пара уходит, Андерсон совершает самоубийство. После того, как Руссо и Шульцы были убиты, Касл, Пилгрим и Эми расходятся в разные стороны. Выясняется, что Дюмонт выжила после её падения. Три месяца спустя Касл возобновляет свою деятельность в качестве Карателя, в то время как Мадани работает на ЦРУ. |            |                                                 |                         |                                |                |

## В ролях
| - Джон Бернтал — Фрэнк Касл / Каратель - Бен Барнс — Билли Руссо / Джигсо - Эмбер Роуз Рева — Дина Мадани - Джейсон Р. Мур — Кёртис Хойл - Джош Стюарт — Джон Пилгрим - Флориана Лима — Криста Дюмонт - Джорджия Уигэм — Эми Бендикс | - Ройс Джонсон — Бретт Махони - Алекса Давалос — Бет Куинн - Корбин Бернсен — Андерсон Шульц - Аннетт О’Тул — Элайза Шульц - Джордан Дин — Джейк Нельсон - Сэмюэл Гомес — Хосе - Джими Стэнтон — Тодд - Бретт Бартоломью — Филлип | - Роб Морган — Тёрк Барретт - Тони Плана — Рафаэль Эрнандес - Мэри Элизабет Мастрантонио — Мэрион Джеймс - Дебора Энн Уолл — Карен Пейдж |

## Производство

### Разработка
Netflix заказал второй сезон «Карателя» в декабре 2017 года, менее через месяц после выхода первого сезона. Шоураннер Стив Лайтфут имел представление о том, каким будет второй сезон, когда впервые понял, чем было «путешествие в первом сезоне», в начале своей работы над сериалом, и не позволял реакции фанатов на первый сезон повлиять на его планы, поскольку «кому-то это нравится, кому-то не нравится, а кто-то находится посередине. Моё личное мнение в этом отношении таково, что вы просто должны быть верны своему персонажу и истории, которую вы решили рассказать». Этот сезон состоит из 13 эпизодов.

### Сценарий и дизайн
Лайтфут чувствовал, что главной темой сезона было «принятие» Фрэнком Каслом роли Карателя. Сезон начинается с путешествия Касла по Соединённым Штатам, что, по словам Лайтфута, даёт ему возможность «взглянуть на страну, за которую он сражался, но которую никогда по-настоящему не видел». Художник по костюмам Лоррейн Калверт придала Каслу «более непринуждённый» вид во время его путешествия, надев на него синие джинсы. В конце концов Касл надевает ещё один жилет с хорошо известным символом персонажа — черепом, и Лайтфут и Джон Бернтал работали над тем, чтобы сделать это «неотъемлемым сюжетным моментом» сезона. Бернтал чувствовал, что они «нашли очень разумную, очень тактическую причину, очень психологическую причину носить его», и чтобы она имела «большой смысл». Лайтфут также высказался по поводу включения Карен Пейдж в сезон, отметив, что отношения между ней и Каслом по-прежнему будут «очень важными».
Гримёры постарались максимально реалистично изобразить шрамы на лице Билли Руссо, который всё ещё восстанавливается после травм и страдает от повреждения головного мозга. Хотя Руссо напоминает персонажа Джигсо из комиксов, в этом сезоне он не пользуется этим прозвищем. Бен Барнс также побрил голову для своей роли в этом сезоне и говорит с более сильным и грубым нью-йоркским акцентом, «более похожим на его корни из Бенсонхерста». Барнс чувствовал, что в этом сезоне Руссо был уязвим, подобно Уилсону Фиску в исполнении Винсенту Д’Онофрио в первом сезоне «Сорвиголовы». Дина Мадани «зациклилась» на Руссо, ежедневно навещая его в больнице, не сводя с него глаз. Эмбер Роуз Рева добавила, что Мадани «занимается самолечением» после событий первого сезона, прибегая к алкоголю и беспорядочному поведению. Поскольку Криста Дюмонт «очень чопорная и не хочет никого впускать в свой личный мир», Калверт постаралась сделать её гардероб таким же скрытным. Это «стало действительно важной частью её характера, чтобы прятаться за фасадом одежды, которая её прикрывает».

### Кастинг
В феврале 2018 года было подтверждено возвращение звёзд в этом сезоне, среди них были Джон Бернтал в роли Фрэнка Касла / Карателя, Бен Барнс в роли Билли Руссо, Эмбер Роуз Рева в роли Дины Мадани и Джейсон Р. Мур в роли Кёртиса Хойла. Было объявлено, что в этом сезоне к ним присоединятся Джош Стюарт в роли Джона Пилгрима, Флориана Лима в роли Кристы Дюмонт и Джорджия Уигэм в роли Эми Бендикс. В мае было объявлено, что к ним присоединятся Корбин Бернсен в роли Андерсона Шульца и Аннетт О’Тул в роли Элайзы Шульц. В декабре 2018 года было подтверждено, что Дебора Энн Уолл вновь исполнит роль Карен Пейдж.

### Съёмки
Съёмки сезона начались 10 марта 2018 года в Беллморах, Нью-Йорк. Съёмки проходили в Олбани, Нью-Йорк, в середине июля 2018 года, а производство сезона завершилось в августе 2018 года.

## Релиз
Тизер сезона был выпущен в январе 2019 года. Эпизоды были выпущены на Netflix по всему миру 18 января 2019 года. Этот сезон, наряду с дополнительным сезоном «Карателя» и другими сериалами Marvel от Netflix, был удалён из библиотеки Netflix 1 марта 2022 года из-за того, что лицензия Netflix на сериал закончилась, а Disney вернула права себе. Сезон стал доступен на Disney+ в США, Канаде, Великобритании, Ирландии, Австралии и Новой Зеландии 16 марта, в преддверии его дебюта на других рынках Disney+ к концу 2022 года.

## Реакция

### Аудитория
По данным Parrot Analytics, которая изучает вовлечённость потребителей в потребительских исследованиях, онлайн-просмотрах, загрузках и в социальных сетях, «Каратель» был самым востребованным оригинальным сериалом на всех платформах в США в течение недели с 27 января по 2 февраля 2019 года.

### Реакция критиков
На сайте-агрегаторе Rotten Tomatoes сезон держит рейтинг 61% на основе 36 отзывов со средним рейтингом 6,7/10. Критический консенсус сайта гласит: «Второй сезон „Карателя“ заставляет фанатов разрываться между бесспорно насыщенным событиями весельем и не вызывающим восторга изображением харизматичного Фрэнка Касла». На Metacritic сезон получил 58 баллов из 100 на основе 6-и критиков, что указывает на «смешанные отзывы».

### Награды
| Год  | Награда              | Категория                                                    | Номинант(ы)               | Результат | Прим.  |
| ---- | -------------------- | ------------------------------------------------------------ | ------------------------- | --------- | ------ |
| 2019 | BMI Film & TV Awards | BMI Streaming Media Awards                                   | Тайлер Бэйтс              | Номинация | [ 19 ] |
| 2019 | «Золотой трейлер»    | Лучший экшн (реклама / трейлер / тизер сериала)              | «The Punisher – Reunited» | Номинация | [ 20 ] |
| 2019 | «Золотой трейлер»    | Лучший билборд                                               | «Каратель»                | Номинация | [ 20 ] |
| 2019 | «Сатурн»             | Лучший супергеройский сериал, выпущенный стриминговыми медиа | «Каратель»                | Номинация | [ 21 ] |
| 2019 | «Сатурн»             | Лучший актёр в потоковом телесериале                         | Джон Бернтал              | Номинация | [ 21 ] |